# Casi perfectos
Casi perfectos es una serie de televisión de comedia de situación de España, producida por Globomedia y emitida por Antena 3 entre 2004 y 2005.

## Argumento
Andrés, director de un concesionario de coches usados, y Elena, restauradora de arte, son una pareja que lleva diez años casada y viven en una urbanización a las afueras con sus dos hijas. Sin embargo, su vida está lejos de ser idílica debido a las continuas visitas de Gloria, la madre de Andrés, sus dos hermanos, Manolo (xenófobo y machista) y Popi, su prima pija Mónica y su mejor amigo, el mujeriego y gracioso Iván

## Reparto
- Emilio Aragón, como  Andrés Costa.
- Yolanda Arestegui, como  Elena.
- Alexis Valdés, como  Iván Montenegro.
- Cristina Peña, como  Mónica Soto.
- Fernando Albizu, como  Manuel Costa.
- Aitor Legardón, como  Popi.
- Ana María Barbany, como  Gloria Domínguez.
- Cristina Valdivielso, como  Blanca.
- Neus Sanz, como  Leonor.

## Artistas invitados
Una de las peculiaridades de la serie, además de la asistencia de público en el plató, fue la presencia de personajes conocidos realizando cameos, como Pedro Piqueras, Mar Saura, Patricia Conde, Miki Nadal, Eva Hache, Tina Sáinz, Pablo Puyol, Jaime Blanch, Paz Padilla, Laura Manzanedo o Inma del Moral.

## Capítulos y audiencias
| Temporada | Temporada | Episodios | Estreno                 | Final               | Audiencia media | Audiencia media | Audiencia media |
| Temporada | Temporada | Episodios | Estreno                 | Final               | Espectadores    | Cuota           |                 |
| --------- | --------- | --------- | ----------------------- | ------------------- | --------------- | --------------- | --------------- |
|           | 1         | 13        | 29 de enero de 2004     | 23 de abril de 2004 | 3 898 000       | 24,2%           |                 |
|           | 2         | 13        | 30 de noviembre de 2004 | 14 de enero de 2005 | 3 203 000       | 19,1%           |                 |
| Total     | Total     | 26        | 2004                    | 2005                | 3 550 000       | 21,6%           |                 |

## Primera temporada (2004)
| N.º (serie) | N.º (temp.) | Título                                    | Fecha                 | Audiencia         |
| ----------- | ----------- | ----------------------------------------- | --------------------- | ----------------- |
| Temporada 1 |             |                                           |                       |                   |
| 1           | 1           | La familia de Andrés                      | 29 de enero de 2004   | 4 998 000 (27,6%) |
| 2           | 2           | Disputas de colegio                       | 5 de febrero de 2004  | 4 080 000 (21,8%) |
| 3           | 3           | Manolo, celoso de su hermano              | 13 de febrero de 2004 | 3 591 000 (18,9%) |
| 4           | 4           | Un matrimonio sin chispa                  | 20 de febrero de 2004 | 4 544 000 (25,9%) |
| 5           | 5           | Las tácticas de una profesora muy salvaje | 27 de febrero de 2004 | 4 079 000 (23,6%) |
| 6           | 6           | ¿A nadie le gusta como visten los demás?  | 5 de marzo de 2004    | 4 232 000 (26,1%) |
| 7           | 7           | La visita de los suegros de Andrés        | 12 de marzo de 2004   | 3 500 000 (23,5%) |
| 8           | 8           | Casandra se liga a Iván                   | 19 de marzo de 2004   | 4 043 000 (24,6%) |
| 9           | 9           | Desastre doméstico                        | 26 de marzo de 2004   | 3 465 000 (23,1%) |
| 10          | 10          | Una amistad en peligro                    | 2 de abril de 2004    | 2 828 000 (23,7%) |
| 11          | 11          | Una antigua compañera                     | 9 de abril de 2004    | 3 977 000 (25,9%) |
| 12          | 12          | Un viaje a Cancún                         | 16 de abril de 2004   | 3 487 000 (24,5%) |
| 13          | 13          | Hace 20 años                              | 23 de abril de 2004   | 3 857 000 (24,8%) |

## Segunda temporada (2004-2005)
| N.º (serie) | N.º (temp.) | Título                   | Fecha                   | Audiencia         |
| ----------- | ----------- | ------------------------ | ----------------------- | ----------------- |
| Temporada 2 |             |                          |                         |                   |
| 14          | 1           | La asistenta             | 30 de noviembre de 2004 | 4 097 000 (22,1%) |
| 15          | 2           | El premio                | 7 de diciembre de 2004  | 3 557 000 (21,5%) |
| 16          | 3           | Un mes sin hacer el amor | 14 de diciembre de 2004 | 3 184 000 (17,4%) |
| 17          | 4           | Compromisos ineludibles  | 21 de diciembre de 2004 | 3 161 000 (17,6%) |
| 18          | 5           | El ligue                 | 7 de enero de 2005      | 3 230 000 (19,1%) |
| 19          | 6           | La vieja guitarra        | 14 de enero de 2005     | 1 990 000 (17,1%) |